# Stan Brock
(en) Statistiques sur pro-football-reference
Stanley James Brock (né le 8 juin 1958 à Giddings dans l'Oregon) est un joueur et entraineur américain de football américain évoluant au poste de tackle offensif. Il est le frère de Pete Brock, lui aussi joueur de football à la NFL.

## Carrière

### Universitaire
Brock débute à la Jesuit Hight School (lycée jésuite) à Portland avant d'entrer à l'université du Colorado où il évolue sous la houlette de Bill Mallory et Chuck Fairbanks. Il est sélectionné pour faire partie de la première équipe All-american par le magazine "The Sporting News" en 1979.

### NFL
Il fait partie du draft de 1980 et est choisi lors du premier tour en 12e choix par les New Orleans Saints et il y reste pendant treize saisons mais ne participe à aucun Pro Bowl ni Super Bowl. Transféré chez les Chargers de San Diego en 1993, il participe au Super Bowl XXIX mais ne le remporte pas.
Il termine sa carrière après la saison 1995, avec un total de 234 matchs disputés pour 223 en tant que titulaire.

### Head Coach
Deux ans après avoir pris sa retraite en tant que joueur, Stan devient entraineur et se dirige vers l'Arena Football League et prend en main l'équipe des Portland Forest Dragons aujourd'hui appelé Oklahoma Wranglers. Il y reste pendant trois saisons mais il ne gagne rien.
En 2000, il part pour les Avengers de Los Angeles, toujours en AFL, et fait deux saisons.
Stan Brock disparait de la circulation pendant cinq ans avant de devenir le coach de l'Académie militaire de West Point (armée) le 29 janvier 2007 après la démission de Bobby Ross. La première saison des Blacks Knights se déroule dans la difficulté avec un total de 3-9 et une défaite face aux Midshipmen de la Navy 38-3. Après cette première saison, Brock devient l'objet de critique et est obligé de changer son système de jeu. La deuxième saison n'est guère plus réjouissante car l'équipe termine avec 3-9 et ne montre pas un beau visage. Le 8 décembre 2008, le journaliste sportif John Feinstein (écrivant une rubrique dans le Washington Post) demande le renvoi de Brock de l'équipe après une défaite deux jours avant de 34-0 face au Midshipmen de la Navy. Le 12 décembre, il est finalement renvoyé par l'USMA.